# Jack Brennan
Jack Brennan (Wigan, Inglaterra; 1935 – 13 de agosto de 2025) fue un jugador de rugby league inglés que jugó en la posición de scrum-half.

## Equipos
| Periodo | Equipo             | Partidos | Tries | Goles | Puntos |
| ------- | ------------------ | -------- | ----- | ----- | ------ |
| 1955–59 | Blackpool Borough  | 121      | 37    | 0     | 111    |
| 1959–70 | Salford Red Devils | 329      | 70    | 3     | 216    |
| 1970–71 | Warrington Wolves  | 3        | 1     | 0     | 3      |